# Abtei Hasnon

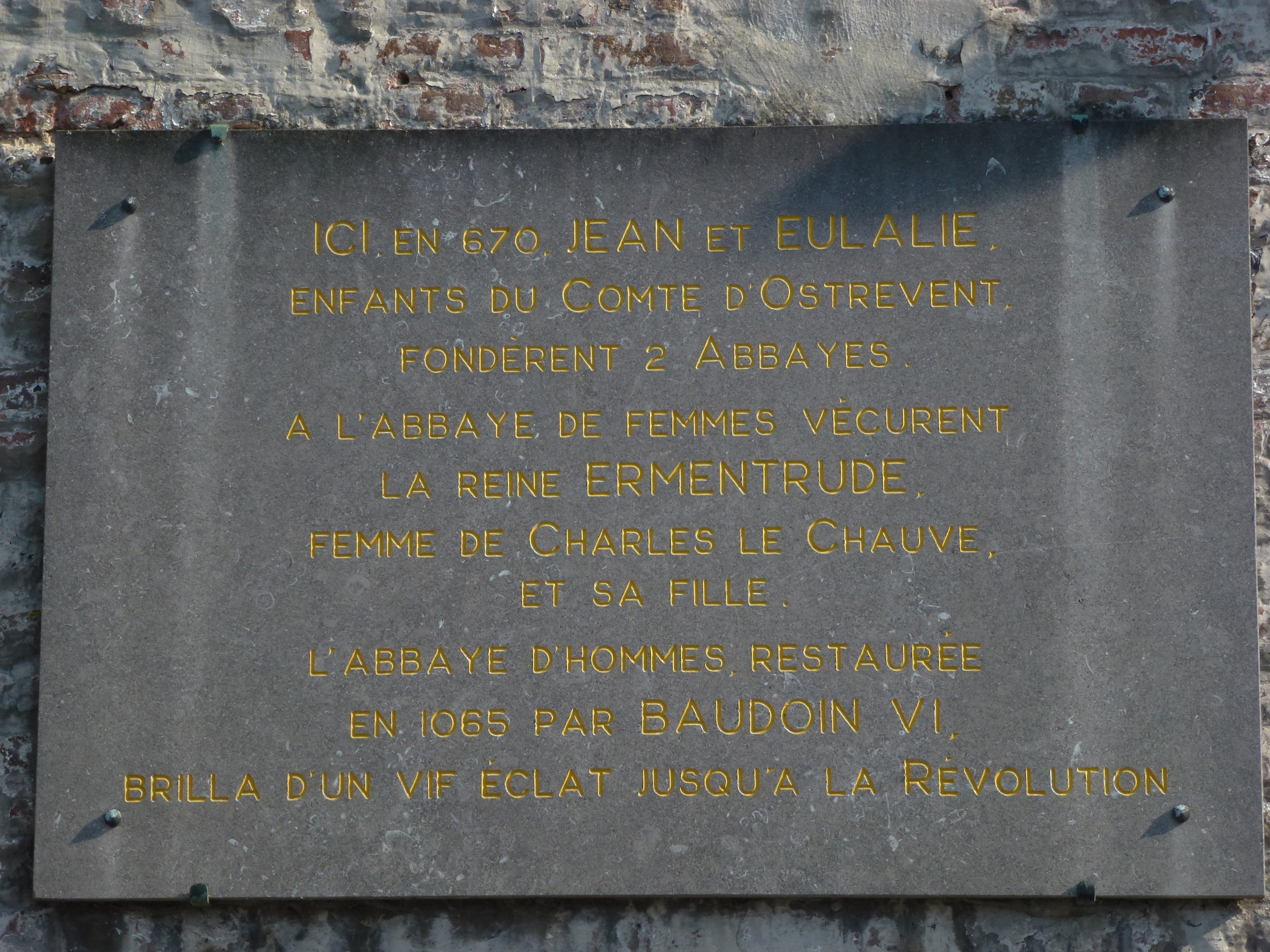

Die Benediktiner-Abtei Saint-Pierre de Hasnon wurde 670 als Doppelkloster gegründet. Sie liegt im Ort Hasnon am rechten Ufer der Scarpe.

## Geschichte
Das Kloster Hasnon wurde 670 als Doppelkloster von Jean und Eulalie, den Kindern des Grafen von Ostrevant nach der Benediktinerregel gegründet. Zu dieser Zeit war Hasnon eine weitläufige Herrschaft, die der Familien Johanns und Eulalias gehörte und der Abtei geschenkt wurde. 691 konnte die Klosterkirche von Vidicianus, Bischof von Cambrai, geweiht werden.
867 zog sich Irmentrud, die Ehefrau des späteren Kaisers Karl der Kahle, nach Hasnon zurück, wo sie 869 starb. Ihre gleichnamige Tochter war hier Äbtissin. 880 wurde das Kloster von den Normannen zerstört und erst Anfang des 11. Jahrhunderts von Augustinern wieder genutzt. 1064 wurde das Kloster von Graf Balduin VI. von Flandern († 1070) als Benediktinerabtei wiederhergestellt.
1125 brannte die Abteikirche nieder, ein romanischer Neubau konnte 1149 geweiht werden. Diese Kirche war 76 Meter lang und 22 Meter breit, der rechteckige Glockenturm 66 Meter hoch. Im Inneren bestand sie aus drei Längsschiffen, dazu eine polygonale Apsis.
Hasnon, das schon seit Jahrhunderten in der Nähe der Grenze zwischen Frankreich und dem Kaiserreich lag, war ab der Mitte des 15. Jahrhunderts Teil der Gebiete, die zum Zankapfel zwischen den Franzosen und den Habsburgern wurden. 1433 kam der Hennegau an den Herzog von Burgund, 1477 an das Haus Habsburg. Kaiser Karl V. trat das Gebiet 1555 an seinen Sohn Philipp II. ab, Hasnon gehört nun zu den Spanischen Niederlanden. Unter Ludwig XIV. kam die Abtei dann an Frankreich: im Pyrenäenfriede von 1659 wurde das westlich gelegene Douai französisch, Lille im Frieden von Aachen (1668), Hasnon wurde zum Grenzort. Der Friede von Nimwegen (1678) als Abschluss des Holländischen Kriegs (ab 1672) ließ Valenciennes und Hasnon dann die Seiten wechseln. Für die Abtei bedeutete dies, dass der 1676 verstorbene Abt Mathias Leroulx nicht durch den vom spanischen König ernannten Nachfolger Raphael Becquet ersetzt wurde, da der französische König ihn ablehnte und durch Bernard Taffin, seinen eigenen Kandidaten ersetzte.
1792 wurde die Abtei von den Revolutionären aufgelöst. Die Klosterkirche als Pfarrkirche von Hasnon sowie einige der Klostergebäude bilden heute noch das geografische Zentrum der Stadt Hasnon.

## Persönlichkeiten
- Irmintrud (Ermentrud) (* 27. September wohl 830, † 6. Oktober 869 in der Abtei Hasnon), Tochter der Grafen Odo von Orléans (Matfriede); ⚭ 14. Dezember 842 Karl der Kahle, König des Westfrankenreichs, Kaiser (Karolinger)
- Irmintrud (Ermentrude) von Hasnon († nach 11. Juli 877), deren Tochter, Äbtissin von Hasnon, katholischer Gedenktag: 29. April
- Balduin VI. von Flandern, † 17. Juli 1070, wurde in Hasnon bestattet, 1087 seine Ehefrau Richilde von Hennegau. Die Gräber des Paares wurden im Jahr 1811 wiederentdeckt.
- Allard, Mönch in Hasnon, gründet im Jahr 1078 die Abtei Anchin (in Pecquencourt bei Douai)
- Régnier, Mönch in Hasnon, stellt die 1080 das Kloster Crespin wieder her; sein Nachfolger wird Lambert, ebenfalls Mönch aus Hasnon
- Tomelle, Mönch in Hasnon, Chronist der Abtei, Autor der „Historiae Hasnoniensis Monast.“ (1085/86)
- Fulcar, Mönch in Hasnon, wird 1115 Abt von Marchiennes
- André du Croquet († 1580), Prior von Hasnon und Prediger

## Äbte und Äbtissinnen von Hasnon

### Von der Gründung bis zum Normannenüberfall
Äbte
- Jean, 17 Jahre Abt
- Aldo, dessen Bruder, 40 Jahre Abt, † 748
- Saveric, 31 Jahre Abt, † 779
- Gerold, 11 Jahre
- Godefroid, 26 Jahre bis 816
- Walteau, 18 Monate
- Amédée, 2 ½ Jahre
- Adulphe, 7 ½ Jahre

Weitere Äbte sind bis 1064 nicht bekannt, der nächste Abt wird bereits als 18. Amtsträger bezeichnet.
Äbtissinnen
- Eulalie
- Bertrude, deren Schwester, 20 Jahre Äbtissin
- Sigemonde, deren Schwester, 17 Jahre Äbtissin
- Adalware, deren Schwester, 10 Jahre
- Guntrade, 12 Jahre
- Martine, 13 Jahre
- Alpaide, 1 Jahr
- Algintrude, 10 Jahre, 858 bezeugt
- Irmtrud, 9. und letzte Äbtissin, † nach 11. Juli 877, war noch Amtsinhaberin beim Normannenüberfall 880

### Ab der Neuerrichtung
- 18. 1064–1084 Rotland
- 19. 1084–1091 Lotbert (Robert)
- 20. 1091–1106 Albert
- 21. 1106–1118 Boniface, † 1118
- 22. 1118–1126 Lambert
- 23. 1126–1129 Robert, 1125 brennt die Abteikirche nieder
- 24. 1129–1140 Hugues I., erst 1132 geweiht
- 25. 1140–1179 Foulques d’Hériman, † 15. April 1179, Schüler des Abtes Anselme von Saint-Vincent de Laon; 1149 wird die neue Abteikirche geweiht
- 26. 1179–1194 Hugues II.
- 27. 1193–1195 Jean I.
- 28. 1195–1196 Hugues III.
- 29. 1196–1206 Maynier
- 30. 1207–1206 Baudoin
- 31. 1207–1238 Gautier de Hainaut, Neffe von Graf Balduin V. von Hennegau[1] (Haus Flandern)
- 32. 1238–1246 Ulric
- 33. 1246–1260 Roger
- 34. 1260–1273/74 Revelin (Renelme)
- 35. 1273/74–1294 Arnoud
- 36. 1294–1301 Eudes
- 37. 1301–1302 Alard
- 38. 1302–1309 Pierre I.
- 39. 1309–1314 Jean II. de Montigny et de Vascon, von Papst Clemens V. ernannt
- 40. 1314–1334 Philippe d’Avesnes (Haus Avesnes)
- 41. 1334–1337 Nicolas I. Lambesc
- 42. 1337–1347 Jean III.
- 43. 1347–1358 Pierre II. de Binch, tritt zurück, † 1370
- 44. 1358–1370 Pierre III. Jacobiers
- 45. 1370–1388 Jean IV. de Romanis, † 7. Mai 1388
- 46. 1388–1401 Nicaise Horion
- 47. 1401–1413 Nicolas Vigreux, † 5. Juni 1413
- 48. 1413–1438 Jacques I. Laboureur, von Gegenpapst Johannes XXIII. ernannt, bekam von Papst Martin V. (persönlich und nicht übertragbar) die Mitra verliehen
- 49. 1439–1450 Bertrand de Resne (Duquesne/Duchesne), von Papst Eugen IV. ernannt
- 50. 1450–1486 Laurent d’Ivoire, erhielt 1458 von Papst Pius II. die Mitra als Recht der Äbte von Hasnon, tritt 1486 zurück
- 51. 1487–1487 Jacques II. Bertoud
- 52. 1487–1487 Laurent d’Ivoire (2. Mal), tritt erneut zurück
- 53. 1487–1519 Étienne Duploich
- 54. 1519–1534 Jean V. Thiéry, 1517 Koadjutor, † 5. Dezember 1534
- 55. 1534–1536 Maximilien de Bourgogne, † 28. März 1536, Abt von Middelburg, dann von Hasnon, von Kaiser Karl V. ernannt, † 28. März 1536
- 56. 1536–1540 Nicaise Leclercq, † 1540
- 57. 1540–1543 Jacques III. de Latre, vom Papst und Kaiser Karl V. ernannt, † 27. Januar 1543
- 58. 1544–1569 Michel I. Duquesnoy, † 20. Juni 1569
- 59. 1569–1586 Jacques IV. Froye, tritt zurück, † 7. Januar 1616
- 60. 1586–1602 Pierre IV. Blondeau, von König Philipp II. von Spanien ernannt, 1588 geweiht, † 20. März 1602
- 61. 1602–1626 Léger Tison
- 62. 1626–1630 Michel II. de Raismes, † 2. März 1630
- 63. 1630–1639 Jacques V. Jappin, von der Infantin Isabella Clara Eugenia von Spanien ernannt, † 11. April 1639
- 64. 1639–1653 Archange Michel, † 12. August 1653
- 65. 1653–1676 Mathias Leroulx, † 12. April 1676

Raphael Becquet, vom spanischen König als Nachfolger ernannt, vom französischen König abgelehnt
- 66. 1676–1685 Bernard Taffin, von Ludwig XIV. ernannt, † 28. Juni 1685
- 67. 1685–1694 Michel III. André, † 4. Juli 1694
- 68. 1694–1724 Rupert de Los, von Ludwig XIV. ernannt, † Juli 1724
- 69. 1721–1758 Théodore Crespin, † September 1758
- 70. 1758–1785 Ildephonse François Lernould, † 3./4. Oktober 1785
- 71. 1786–1792 Maximilien Pinquet